# Santiago Cortés
Pour les articles homonymes, voir Cortés.
Santiago Cortés Méndez, né le 19 janvier 1945 au Salvador et décédé le 25 juillet 2011 à Los Angeles aux États-Unis, est un footballeur international salvadorien, qui évoluait au poste de défenseur.

## Biographie

### Carrière en club
Il réalise l'intégralité de sa carrière avec l'Atlético Marte. Avec cette équipe, il remporte deux titres de champion du Salvador.

### Carrière en sélection
Avec l'équipe du Salvador, il joue entre 1961 et 1970. 
Il figure dans le groupe des sélectionnés lors de la Coupe du monde de 1970. Lors du mondial organisé au Mexique, il dispute deux matchs : contre la Belgique puis contre le Mexique.

## Palmarès
Atlético Marte
- Championnat du Salvador (2) :
  - Champion : 1968-69 et 1970.